# Brett Gardner
Brett Michael Gardner (ur. 24 sierpnia 1983) – amerykański baseballista występujący na pozycji zapolowego w New York Yankees.

## Przebieg kariery
Gardner studiował w College of Charleston, gdzie w latach 2004–2005 grał w drużynie uniwersyteckiej College of Charleston Cougars. W 2005 został wybrany w trzeciej rundzie draftu przez New York Yankees i początkowo występował w klubach farmerskich tego zespołu, między innymi w Scranton/Wilkes-Barre Yankees, reprezentującym poziom Triple-A. W Major League Baseball zadebiutował 30 czerwca 2008 w meczu przeciwko Texas Rangers.
W 2009 zagrał w pięciu meczach World Series, w których Yankees pokonali Philadelphia Phillies 4–2. W 2011 skradł najwięcej baz w American League (49). W sezonie 2012 zagrał w zaledwie 16 meczach z powodu kontuzji prawego łokcia, którą odniósł 17 kwietnia 2012 w meczu przeciwko Minnesota Twins.
W lutym 2014 podpisał nowy, czteroletni kontrakt z opcją przedłużenia o rok wart 64,5 miliona dolarów. 21 września 2014 w meczu z Toronto Blue Jays rozegranym na Yankee Stadium zdobył 15 000. home runa w historii klubu. W lipcu 2015 został po raz pierwszy w karierze powołany do AL All-Star Team, zastępując kontuzjowanego Aleksa Gordona.
W 2016 został po raz pierwszy w swojej karierze wyróżniony spośród lewozapolowych, otrzymując Złotą Rękawicę.

## Nagrody i wyróżnienia
| Nagroda/wyróżnienie      | Lata       | Źródło |
| All-Star                 | 2015       | [ 12 ] |
| Gold Glove Award         | 2016       | [ 13 ] |
| Zwycięzca w World Series | 2009       | [ 6 ]  |
| 2× Fielding Bible Award  | 2010, 2011 | [ 14 ] |